# Фабрицио Моро
Фабрицио Моро (итал. Fabrizio Moro; 9. април 1975), рођен као Фабрицио Мобричи (итал. Fabrizio Mobrici), италијански је кантаутор, побједник 57. Фестивала италијанске пјесме у категорији младих.

## Биографија
Рођен је 9. априла 1975. на периферији Рима у четврти Сан Басилио. Са десет година се преселио у римску четврт Сетевиле гдје и данас станује. Већ са 13 година научио је да свира гитару и тако почиње његова заинтересованост за музику.
Музички узори су му биле популарне групе попут U-2, Guns N' Roses, Sex Pistols и Doors.
Почео је да свира по баровима као члан тек основаних група, а сада је гитариста групе која носи његово име.

## Дискографија
Године 1996. се појављује његово прво остварење, сингл Per tutta un’altra destinazione.
Свој први албум Fabrizio Moro издаје 2000. године упоредо са првим учествовањем на Фестивалу Санремо. Такмичио се у категорији младих са пјесмом  која је освојила 13. мјесто.
Године 2004. издаје сингл Eppure pretendevi di essere chiamata amore, а 2005. објављује компилацију Italianos per siempre за тржиште Јужне Америке у коју су уврштене двије Фабрицијеве пјесме на шпанском језику, „Situaciones de la vida“ и „Linda como eres“. Године 2006. излази сингл Ci vuole un business који је користио Црвени крст Италије у својим пројектима, а 2007. излази нови албум под називом Ognuno ha quel che si merita.
Марта 2007. поново се такмичио на Сан Рему у категорији младих са пјесмом Pensa која осваја прво мјесто и велику пажњу публике. Pensa је пјесма посвећена свим људима који су дали животе зарад слободе и изражава отпор против мафије и нечовјечности. Спот је режирао Марко Ризи (итал. Marco Risi), а у њему се појављује и Рита Борселино (итал. Rita Borsellino) и многи глумци из филма Mary per sempre истог режисера.
Са овом пјесмом и новим истоименим албумом који је изашао 2. марта 2007. Фабрицијева каријера доживљава успон, и албум „Pensa“ 14. октобра 2007. године постаје златни.
У фебруару 2008. поново учествује на Сан Рему, али овај пут у категорији одраслих. Уз трећепласирану пјесму Eppure mi hai cambiato la vita, 29. фебруара 2008. излази албум Domani. Кроз овај албум аутор изражава сопствена искуства, наде и страхове, па се карактерише као аутобиографски.
Дана 4. јула 2008. одржава концерт на Рома Рок Фестивалу окупивши преко 8500 гледалаца, а гдје уједно и започиње његова прва турнеја која ће се проширити на остале градове Италије и трајати до краја септембра.
У јесен 2008. године, Фабрицио Моро је приступио комитету Ингрид Бетанкур за пружање подршке њеној кандидатури за Нобелову награду за мир.
Дана 15. маја 2009. почиње Фабрицијева турнеја кроз Италију с почетном етапом у Подерији, а 5. јуна 2009. издаје први део албума од шест песама под називом Barabba и сингл Il senso di ogni cosa. Истог мјесеца започиње љетну турнеју која је званично завршена 3. децембра концертом у Риму.
У међувремену је написао дует са Гаетаном Куреријем под насловом Resta come sei.
Син Либеро рођен је 17. августа 2009.
У фебруару 2010. поново се такмичи на Фестивалу италијанске пјесме. Представио се пјесмом  која је елиминисана у четвртој вечери такмичења, а 19. фебруара 2010. излази други дио албума под називом Ancora Barabba, која поред седам нових пјесама садржи пјесме са првог дијела албума и један уживо снимак са концерта у Риму.
Дана 23. септембра 2011. издаје сингл Respiro, а 4. новембра издаје ДВД Atlantico Live.

## Музика
Музика Фабриција Мора жанровски потпада под поп-рок и често говори о проблемима и новим појавама у друштву, потреби да се пробуди човјекова савјест и здрав разум, али и о љубави, непрестаној нади у будућност и слободи.
До сада је снимио видео-спотове за пјесме Un giorno senza fine, Eppure pretendevi di essere chiamata amore, Parole, rumori e giorni, Eppure mi hai cambiato la vita и синглове Pensa, Libero и Il senso di ogni cosa.